# TT265
La tombe thébaine TT 265 est située à Deir el-Médineh, dans la nécropole thébaine, sur la rive ouest du Nil, face à Louxor en Égypte.
C'est la tombe d'un dénommé Amenemopet, scribe du roi dans la Set Maât her imenty Ouaset (« place de Maât » ou « place de vérité »). La tombe date des règnes de Séthi Ier et Ramsès II (XIXe dynastie).

## Visite virtuelle
L'université de Liège met à disposition une application de visite en Réalité virtuelle : HieroglyphsVR, qui permet de lire quelques mots (en surbrillance sur les murs de la tombe) proposés avec une transcription hiéroglyphique puis après quelques secondes, la translittération et traduction en français du mot fixé.